# Lohnstorf
Lohnstorf est une ancienne commune suisse du canton de Berne, située dans l'arrondissement administratif de Berne-Mittelland. Le 1er janvier 2020, elle a fusionné avec les communes de Kirchenthurnen et Mühlethurnen pour former la commune de Thurnen.